# Coefficient d'utilisation pratique
Le coefficient d'utilisation pratique, ou  CUP, est un système de mesure qui permet de classer les explosifs selon leur puissance. Il traduit l'effet mécanique d'un explosif par rapport à celui obtenu par un produit explosible de référence : la mélinite (acide picrique) de coefficient 100.
En pratique, il s'agissait d'une mesure physique : sur un cube étalon de métal, on dépose un kilogramme d'explosif ; après la détonation, le diamètre résultant en surface du cube est mesuré et comparé à celui obtenu avec de la mélinite (coefficient 100).

## Exemples
CUP de quelques explosifs :
- pentrite : 147 ;
- tétryl : 114 ;
- TNT : 94 ;
- RDX : 135.
- Nitroglycérine : 145